# Giuseppe Stefanelli
Giuseppe Stefanelli, detto Pino (Padova, 2 novembre 1941), è un ex cestista, allenatore di pallacanestro e imprenditore italiano.

## Biografia
Laureato in giurisprudenza, entra fin da giovane nella società di famiglia, la SIAMIC, società che gestiva il trasporto su autobus in Veneto ed Emilia-Romagna. Successivamente, si ritrova a gestire un'altra società della famiglia, la STEFAR, concessionaria auto di Bologna. Nel 1980, con la famiglia, rileva la carrozzeria DALLA VIA di Schio e, negli anni a seguire, entra come socio in ELETTROVENETA, società nel commercio all’ingrosso di materiale elettrico.
Nel 2022 infine, rileva l’Ippodromo Vincenzo Stefano Breda di Padova.

## Carriera

Formazione del Petrarca nella stagione 1965-66. Stefanelli è il terzo in piedi da sinistra.

Ha giocato per la Pallacanestro Petrarca Padova facendo parte della formazione che nel 1965-1966 arrivò terza in Serie A.
A livello giovanile, ha vinto nel 1956, il campionato regionale allievi e nel 1958, lo scudetto juniores.
Nella sua ultima stagione 1968-69, ha anche allenato il Petrarca in Serie A.
Tra il 1960 e il 1964, ha vestito le maglie azzurre delle Nazionali Juniores e B.
Inoltre, durante il periodo universitario, ha militato nel CUS Padova.